# Love Ain't Here Anymore
Singles de Take That
Everything Changes
(1994) Sure
(1994)
Clip vidéo
[vidéo] « Love Ain't Here Anymore », sur YouTube
Love Ain't Here Anymore est une chanson du boys band anglais Take That extraite de leur deuxième album studio, intitulé Everything Changes et sorti (au Royaume-Uni) le 11 octobre 1993.
À la fin de juin 1994, plus de huit mois après la sortie de l'album, la chanson a été publiée en single. C'était le sixième et dernier single tiré de cet album.
Le single a débuté à la 3e place du hit-parade britannique (pour la semaine du 3 au 9 juillet 1994) et gardé cette place une semaine de plus.